# 岩下保太郎
岩下 保太郎（いわした やすたろう、1887年（明治20年）6月10日 - 1937年（昭和12年）2月18日）は、日本の海軍軍人。最終階級は海軍少将。

## 略歴
大分県大分市出身。大分中学校より海軍兵学校第37期入校。入校成績順位は180名中第17位、卒業成績順位は179名中第3位。
妻は山屋他人海軍大将の長女ハツ。長女・春子は中村亀三郎海軍中将の長男・元夫の妻。

岩下は軍令部第1部在勤中に次期新型艦建造に関して、中村良三や中澤佑、富岡定俊などと共に、高速戦艦型ではなく巡洋戦艦型を主張したが、大艦巨砲主義に支配された首脳部に受け入れられず、少数意見として否定された。しかし太平洋戦争における戦闘の推移を概観すれば、巡洋戦艦ならば重巡洋艦や航空母艦との洋上機動作戦行動が可能であったことから、結果的には岩下側の主張が正しかった事になる。
1937年（昭和12年）2月18日、現役の海軍少将・第1艦隊参謀長 兼 連合艦隊参謀長のまま死去（満49歳没）。
なお、「岩下は、死去により海軍中将に進級した」旨の記述が散見されるが、「岩下の最終階級は少将」である。

## 人物像
海軍兵学校同期の井上成美とは親友で、井上が最も信頼した人物の1人であった。岩下死去の際は井上が葬儀委員長を担当した。

## 年譜
- 1887年（明治20年）6月10日- 大分県大分郡判田村（現在の大分市）生
- 1906年（明治39年）11月24日- 海軍兵学校入校
- 1909年（明治42年）11月19日- 海軍兵学校卒業 ・任 少尉候補生・1等巡洋艦「阿蘇」乗組・練習艦隊近海航海出発 大連~仁川~鎮海~佐世保~鹿児島~津方面巡航 
  - 12月29日- 帰着
- 1910年（明治43年）2月1日- 練習艦隊遠洋航海出発 マニラ~アンボイナ~パーム島~タウンズビル~ブリスベーン~シドニー~フリーマントル~バタヴィア~シンガポール~香港~馬公~基隆~元山~大湊方面巡航
  - 7月3日- 帰着
  - 7月16日- 戦艦「肥前」乗組
- 1911年（明治44年）1月18日- 任 海軍少尉
- 1912年（明治45年）4月24日- 海軍砲術学校普通科学生
  - 8月9日- 海軍水雷学校普通科学生
  - 12月1日- 任 海軍中尉
  - 12月20日- 1等駆逐艦「山風」乗組
- 1913年（大正2年）12月1日- 巡洋戦艦「筑波」乗組
- 1915年（大正4年）2月1日- 戦艦「安芸」乗組
  - 12月13日- 任 海軍大尉・海軍大学校乙種学生
- 1916年（大正5年）6月1日- 海軍水雷学校高等科第16期学生
  - 11月30日- 海軍水雷学校高等科優等修了
  - 12月1日- 巡洋戦艦「霧島」分隊長
- 1917年（大正6年）7月2日- 戦艦「香取」分隊長
- 1918年（大正7年）1月6日- 第5戦隊参謀
  - 9月12日- 第5戦隊司令部附兼参謀
  - 10月30日- 戦艦「山城」分隊長
  - 12月1日- 海軍水雷学校教官兼分隊長
- 1920年（大正9年）12月1日- 海軍大学校甲種第20期学生
- 1921年（大正10年）12月1日- 任 海軍少佐
- 1922年（大正11年）11月25日- 海軍大学校甲種卒業 卒業成績順位26名中第2位
  - 12月1日- 軽巡洋艦「長良」水雷長兼分隊長
- 1923年（大正12年）4月1日- 在アメリカ日本大使館附海軍駐在武官補佐官
- 1925年（大正14年）4月1日- 帰朝
  - 6月10日- 海軍軍令部第1班第1課参謀
  - 12月1日- 任 海軍中佐
- 1927年（昭和2年）11月15日- 兼 陸軍参謀本部員
- 1928年（昭和3年）12月10日- 連合艦隊兼第1艦隊参謀
- 1929年（昭和4年）11月15日- 海軍省人事局第1課附兼軍令部参謀
  - 11月30日- 任 海軍大佐・海軍省人事局第1課長
- 1931年（昭和6年）12月1日- 軽巡洋艦「神通」艦長
- 1932年（昭和7年）11月15日- 海軍軍令部第1班第1課出仕
  - 12月1日- 海軍軍令部第1班第1課長
- 1934年（昭和9年）7月3日- 海軍省軍務局出仕兼海軍軍令部出仕
  - 9月9日- ロンドン軍縮会議出張
- 1935年（昭和10年）2月21日- 帰朝
  - 4月16日- 戦艦「榛名」艦長
  - 10月28日- 海軍省兼海軍軍令部出仕
  - 11月5日- ロンドン軍縮会議全権随員
  - 11月15日- 任 海軍少将
- 1936年（昭和11年）2月21日- 帰朝
  - 11月16日- 連合艦隊兼第1艦隊参謀長
- 1937年（昭和12年）2月18日- 病没 享年49

## 栄典
- 1916年（大正5年）1月21日 - 正七位[2]